# Slap Miljacka
Miljacka je peta sedrena barijera rijeke Krke.
Posjetiteljima nije dostupan jer su uz njega postrojenja hidroelektrane Miljacka. Sastoji se od tri veće i brojnih manjih stepenica, ukupne visine 23,8 metra. Gornji dio Miljacke karakteriziraju brade i polušpilje, a donji niske barijere. Vode izvora Miljacka porijeklom su iz rijeke Zrmanje te predstavljaju direktnu vezu između rijeka i jedinstveni su hidrogeološki fenomen. U blizini slapa nalazi se i špilja Miljacka II u kojoj obitavaju brojne endemične i zaštićene podzemne životinje.